# Eleanor Post Hutton
Eleanor Post Hutton (1909-2006), née Close, est une riche héritière américaine. Née Close, elle prend le nom de Hutton à la suite du remariage de sa mère, en 1920, avec Edward Francis Hutton.

## Jeunesse

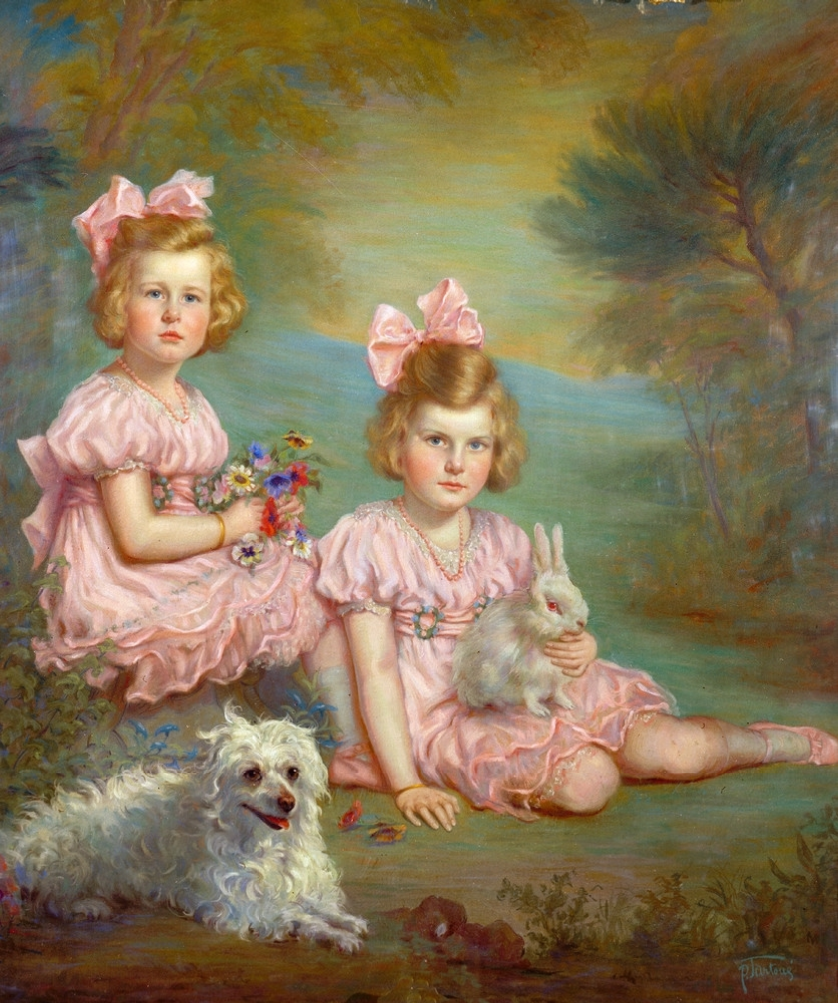
1915 : portrait d'Eleanor (à gauche) et de sa sœur Adélaïde.

Eleanor Post Close est née le 3 décembre 1909 à Greenwich, Connecticut, deuxième fille de la femme d'affaires Marjorie Merriweather Post (1887-1973) et du banquier d'investissement Edward Bennett Close. 

## Éducation et débuts
Elle fait ses études à la Spence School de Manhattan et à la Miss Porter's School à Farmington, Connecticut. 
Elle est introduite dans la société en 1927 et, en 1928, est présentée au roi George V et à la reine Mary au palais de Buckingham.

## Vie privée

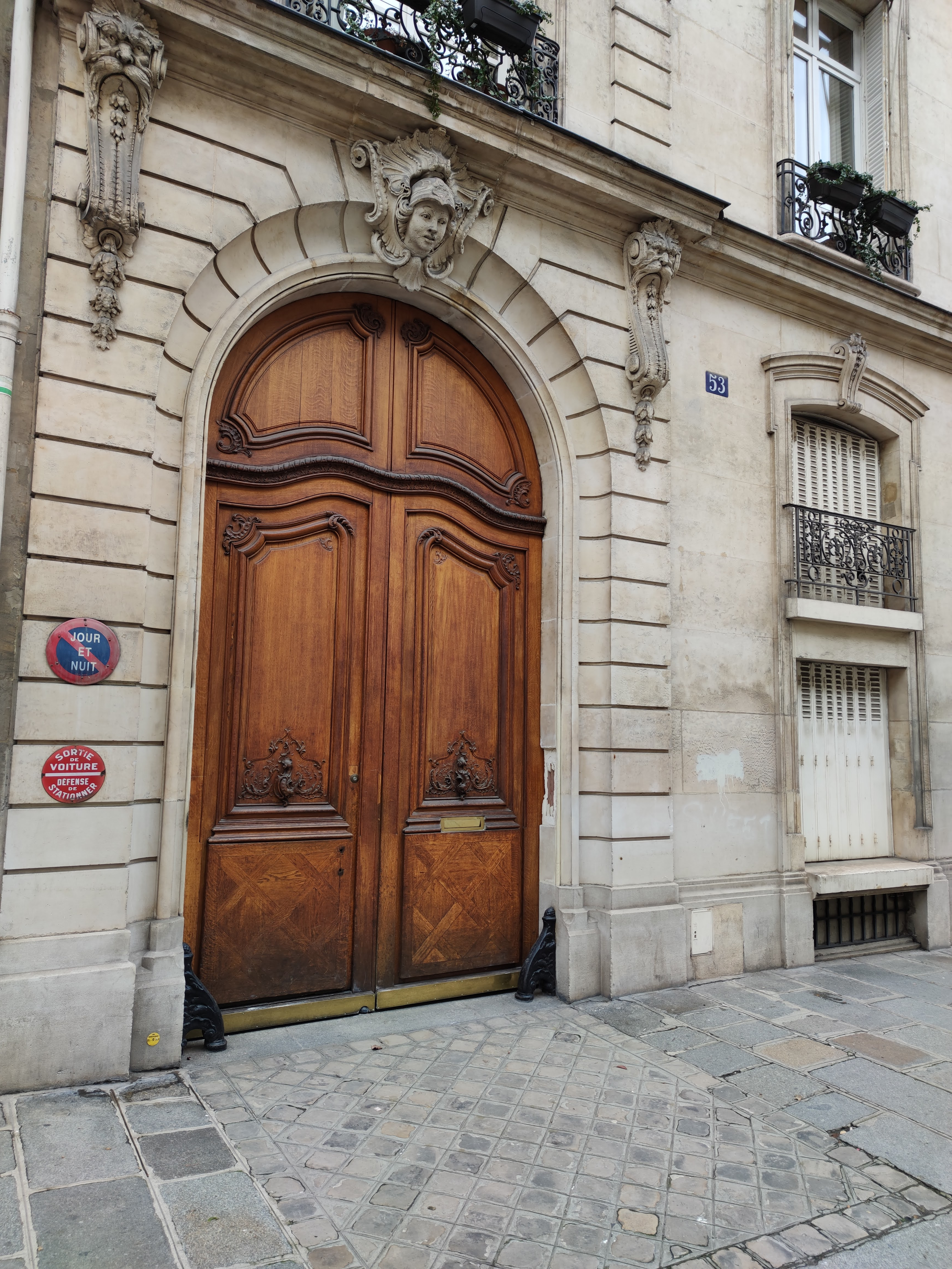
Entrée de l’hôtel particulier du couple au 53, rue de Monceau à Paris, dans le 8e arrondissement.

Elle se marie six fois, la dernière, en 1956, avec Léon Barzin (1900-1999), un éminent chef d'orchestre américain d'origine belge, fondateur de la National Orchestral Association et directeur musical fondateur du ballet de la ville de New York.
Peu après la Seconde Guerre mondiale, elle fait l’acquisition d'un hôtel particulier dans le  8e arrondissement de Paris, 53, rue de Monceau, dont la façade arrière donne sur le parc du même nom. Après sa mort, l’hôtel reste inhabité pendant près de 10 ans.
Le couple déménage en Europe en 1958 et vit en Suisse. Ils sont restés mariés jusqu'à sa mort en 1999.

## Mort
Eleanor Close Hutton Barzin est décédée à Paris le 27 novembre 2006 et a été enterrée au cimetière Woodlawn, Bronx, New York. Elle laisse un fils, l'homme d'affaires Antal Miklas Post de Bekessy.